# Orthocentrus spurius
Orthocentrus spurius là một loài tò vò trong họ Ichneumonidae.